# Gallerie Rasmus
Gallerie Rasmus et dansk kunstgalleri med aktive gallerier i henholdsvis Odense, Bogense og Skagen. Tidligere har galleriet også været repræsenteret i byer såsom København, Kolding og Tønder. Gallerikæden blev grundlagt i 1990 i Odense af Peter Rasmus Lind og udstiller samtidskunst fra både Danmark og udlandet. Gallerie Rasmus har en bred vifte af tilknyttede kunstnere, herunder både danske og internationale navne. Blandt de danske udstillende kunstnere er Troels Trier, Kjeld Ulrich, Kirsten Bøgh, Frank Hammershøj, Ole Fick, Sven Dalsgaard og Kirsten Holm. Blandt de internationale tilknyttede kunstnere finder man blandt andet Salvador Dali, Narcís Gironell, Benjamin Torcal Torres, Øssur Mohr og Anne Brérot.

## Baggrund

### Historie
Peter Rasmus Lind som oprindeligt var ansat hos SKAT. Han begyndte at arrangere kunstudstillinger i Glamsbjerg, hvor han også arbejdede for SKAT, som senere førte til det første galleri i Ny Vestergade i Odense.

### Forlag
Udover gallerierne indbefatter Gallerie Rasmus også grafikforlag, bogforlag, kunstforeninger og udlejning af kunst til virksomheder.
Galleriets bogforlag, Forlaget Rasmus, har blandt andet udgivet kunstbøger og biografier såsom bogserien FRA VÆRKSTEDET OG OMEGN og biografien SKAL DET VÆRE SÅ BLÅT? om kunstneren Frank Hammershøj og 10 malede eventyr om kunstneren Benjamin Torcal Torres' værker inspireret af H. C. Andersens eventyr.